# إعاقة جسدية

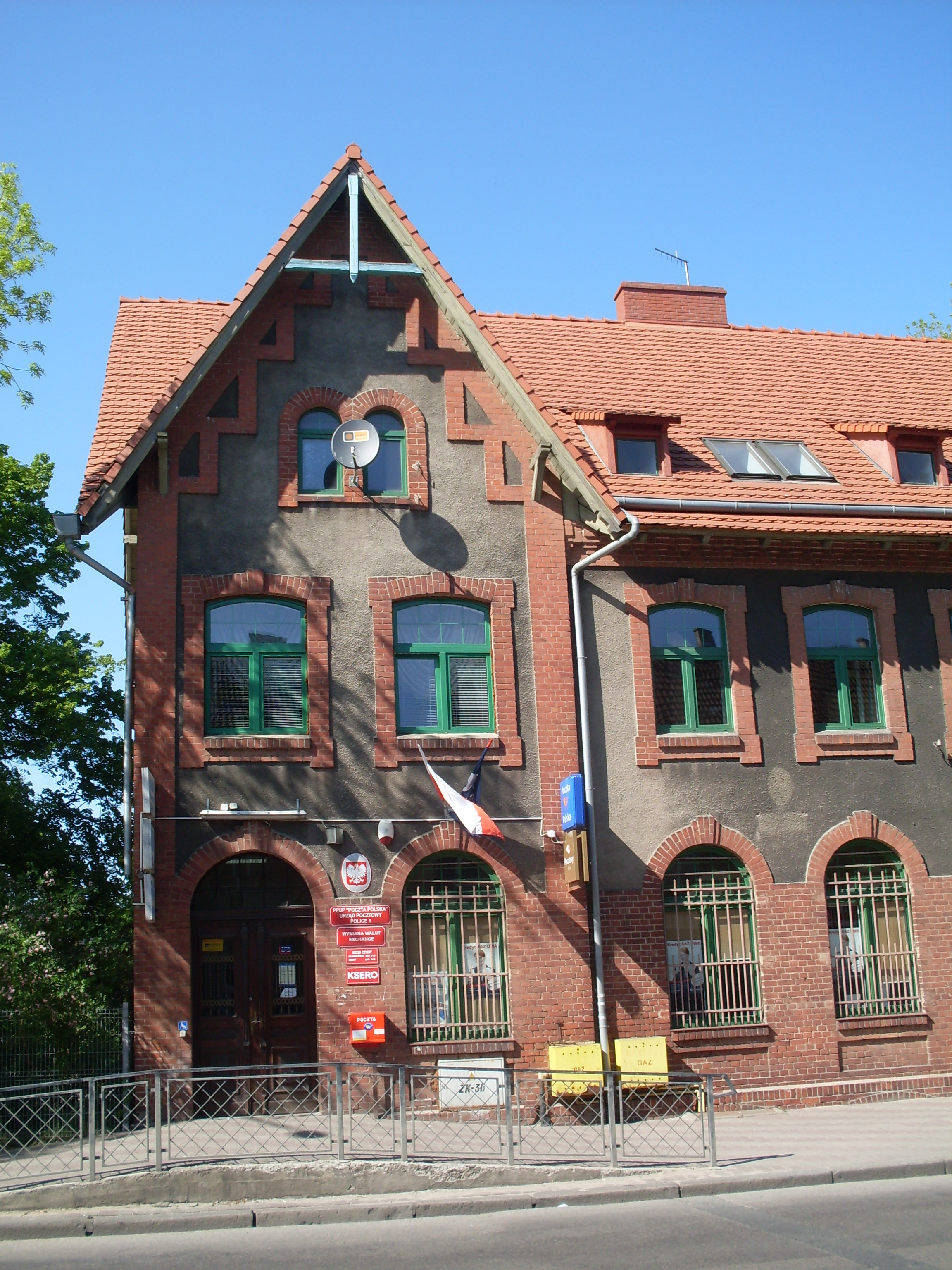

الإعاقة الجسدية هي أية إعاقة تعرقل الوظيفة الجسدية لطرف واحد أو أكثر أو المهارة الحركية الدقيقة أو المهارة الحركية الكبرى. وتضم الإعاقات الجسدية الأخرى الإعاقات التي تعرقل الجوانب الأخرى من أنشطة الحياة اليومية، مثل الأمراض التنفسية والصرع.

## أسباب الإعاقة الجسدية
أسباب سابقة للولادة: تلك الإعاقات المكتسبة قبل الولادة. وقد تنتج عن أمراض أصيبت بها الأم أثناء الحمل أو نتيجة لـ تنافر وراثي بين الأبوين.
أسباب قبل الولادة: تلك الإعاقات المكتسبة أثناء الولادة. وقد تنتج عن طول مدة نقص الأكسجين أو انسداد الجهاز التنفسي أو تلف المخ أثناء الولادة (مثل أن يكون نتيجة سوء الاستخدام الخطأ لـ الملاقط) أو ميلاد الطفل مبكرًا.
أسباب تالية للولادة: تلك الإعاقات المكتسبة بعد الولادة. قد تنتج عن وقوع حادثة أو الإصابة بـ عدوى أو مرض آخر.

## أنواع الإعاقات الجسدية
الإعاقة الحركية هي أحد أنواع الإعاقة يشمل الإعاقة الحركية العيوب الجسدية- بما في ذلك فقدان أو ضعف الأطراف العلوية أو السفلية- وضعف المهارات الحركية اليدوية، والأضرار التي لحقت بأحد أعضاء الجسم المتعددة. يمكن أن يكون العجز الحركي ناتج عن مشكلة خلقية أوإعاقة مكتسبة أونتيجة الإصابة بمرض ما. ويقع أيضًا تحت هذا النوع من الإعاقة من أصيبوا بكسر في الهيكل العظمي.
يعتبر ضعف البصر نوع آخر من إعاقة جسدية. هناك مئات الآلاف من الأشخاص الذين يعانون معاناة كبيرة من إصابات البصر أو ضعف البصر سواء بداية من الضعف البسيط إلى الحاد. هذه الأنواع من الإصابات يمكن أن تؤدي أيضًا إلى مشاكل أو أمراض خطيرة مثل العمى وانفصال الشبكية. وبعض الأنواع الأخرى من ضعف البصر تشمل خدش القرنية، خدش الصلبة، وأيضا أمراض العين المرتبطة بالسكري مثل: جفاف العين وزرع القرنية، الضمور البقعي الذي يصيب الإنسان في سن الشيخوخة وانفصال الشبكية.
كما يعتبر الصمم أو فقدان السمع من أنواع الإعاقة الجسدية سواء كان الصمم جزئي أو كلي. الا أنه يتمتع الأشخاص المصابين بالصمم وضعاف السمع بثقافة غنية ويستفيدون من تعلم لغة الإشارة للتواصل الأخرين. والأشخاص الذين يعانون من الصمم جزئيا فقط يمكنهم في بعض الأحيان الاستفادة من معينة سمعية لتحسين قدرتهم على السمع. إعاقة اللغة والكلام: هو الشخص الذي يعاني من خلل في عملية الكلام واللغة التي تقع خارج نطاق الانحراف المقبول في بيئة معينة التي تمنع الشخص المصاب بإعاقة اللغة والكلام من النمو الاجتماعي أوالتعليمي الكامل.
يمكن أيضًا أن نرجع الإعاقة الجسدية إلى الاضطرابات التي تحدث نتيجة- من بين أمور أخرى- نقص النوم والتعب المزمن والألم المزمن والنوبات.

## علاج الوصمة
عادةً ما يجد الأشخاص المصابون بإعاقات جسدية وصمة في التعامل معهم تتعلق بكفاءتهم الجسدية ومظهرهم الجسماني. مما يؤدي إلى ضعف علاقاتهم الاجتماعية وشعورهم بتحقير الذات. ولقد قام «ديان إي تاوب» و«إليان إم بلايند» و«كمبرلي أر جرير» بدراسة ما إذا كان الاشتراك في الأنشطة الرياضية والجسدية يساعد في علاج الوصمة لدى الأشخاص المعاقين. فعقدت لقاءات مع 24 طالبًا جامعيًا لديهم إعاقات جسدية وسئلوا عن شعورهم تجاه الاشتراك في الأنشطة البدنية. ووجدت الدراسة أن المشاركة في الرياضات والأنشطة البدنية تساعد في علاج الوصمة المرتبطة بالجسد المعاق حيث تظهر مدى لياقة الجسم وصحته وقوته وتحرره. ومن ثم فإن اشتراك المعاقين في الرياضات والأنشطة البدنية يساعدهم في الحد من الصفات الانتقاصية نحو الأجساد المعاقة.